# Anpơ
An-pơ (tiếng Pháp: Alpes, tiếng Đức: Alpen, tiếng Ý: Alpi) là một trong những dãy núi lớn nhất, dài nhất châu Âu, trải dài qua 8 quốc gia (từ tây sang đông), lần lượt là: Pháp, Thụy Sĩ, Ý, Monaco, Liechtenstein, Áo, Đức và Slovenia. Dãy An-pơ được hình thành từ hơn 10 triệu năm trước, khi các mảng châu Phi và Á-Âu đâm hút nhau. Sự va chạm khiến các lớp đá trầm tích biển nâng lên bởi các hoạt động đứt gãy và uốn nếp hình thành nên những ngọn núi cao như Mont Blanc và Matterhorn. Núi Mont Blanc kéo dài theo ranh giới của Pháp-Ý, với độ cao 4.810 m (15.781 ft), nên đây là ngọn núi cao nhất dãy An-pơ. 128 ngọn núi của dãy Alps là cao hơn bốn ngàn mét, trong đó có 82 ngọn độc lập, 46 chỏm núi, một số ngọn núi ít nhiều bị đóng băng. Dãy núi Alps được chia thành nhiều nhóm núi và chuỗi, xem Thể loại:Dãy núi Alpes.
Toàn bộ khu vực Alps có diện tích khoảng 200.000 km². Nó kéo dài khoảng 750 km từ tây sang đông và khoảng 400 km từ nam sang bắc và giáp với Thung lũng Rhone (Vallée du Rhône), Miền Trung Thụy Sĩ (Swiss Mittelland), thượng nguồn sông Danube, Đồng bằng Hungary nhỏ, Thung lũng Po và Vịnh Genova ở Biển Ligure. Vùng Alps bao gồm các khu vực của tám quốc gia và tạo thành môi trường sống của 13 triệu người và được xem như một khu vực nghỉ dưỡng và thiên nhiên của châu Âu.

## Từ nguyên

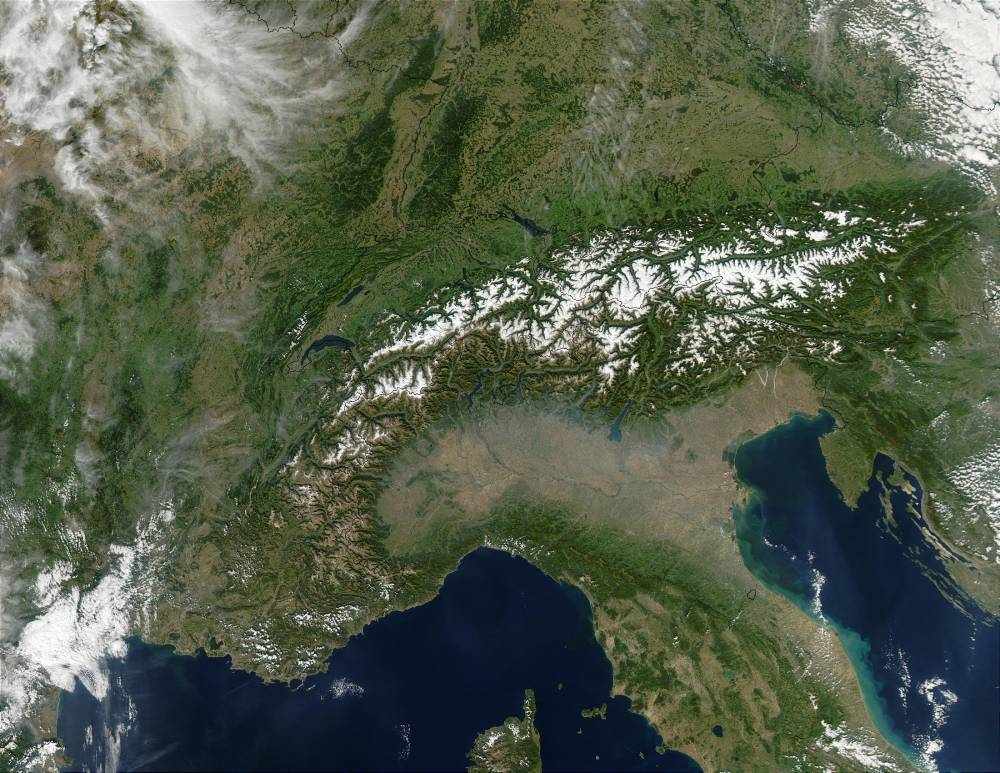
Hình ảnh vệ tinh của dãy Alps

Từ tiếng Anh Alps có nguồn gốc từ tiếng Latin Alpes (thông qua tiếng Pháp). Maurus Servius Honoratus, một nhà bình luận cổ xưa của Virgil, nói trong bài bình luận của ông (A. X 13) rằng tất cả các ngọn núi cao đều được gọi là Alpes bởi người Celt. Thuật ngữ này có thể phổ biến đối với Italo-Celtic, vì các ngôn ngữ Celtic có thuật ngữ cho các ngọn núi cao có nguồn gốc từ alp.
Điều này có thể phù hợp với lý thuyết rằng trong tiếng Hy Lạp Alpes là tên của nguồn gốc phi Ấn-Âu (phổ biến cho các dãy núi và dãy núi nổi bật trong khu vực Địa Trung Hải). Theo Từ điển tiếng Anh Oxford, từ ngữ Latin Alpes có thể có nguồn gốc từ một từ tiền Ấn-Âu * alb "đồi"; "Albania" là một dẫn xuất liên quan. Albania, một cái tên không có nguồn gốc từ khu vực được gọi là đất nước Albania ngày nay, đã được sử dụng làm tên cho một số khu vực miền núi trên khắp châu Âu. Vào thời La Mã cổ đại, "Albania" là tên gọi của miền đông Kavkaz, trong khi trong tiếng Anh "Albania" (hay "Albany") đôi khi được sử dụng làm tên của Scotland, mặc dù nó có nhiều khả năng bắt nguồn từ tiếng Latin albus, là màu trắng.
Từ Alpes trong tiếng Latin có thể có thể xuất phát từ tính từ albus (Trắng).
Trong các ngôn ngữ hiện đại, thuật ngữ alp, alm, albe hoặc alpe dùng để chỉ một đồng cỏ chăn thả ở vùng núi cao bên dưới sông băng, chứ không phải các đỉnh núi. Một alp đề cập đến một đồng cỏ núi cao, nơi những con bò được đưa đến chăn thả trong những tháng mùa hè và nơi có thể tìm thấy chuồng cỏ khô, và thuật ngữ "dãy Alps" (số nhiều của Alp), ám chỉ những ngọn núi, là một cách gọi sai. Thuật ngữ cho các đỉnh núi thay đổi theo quốc gia và ngôn ngữ: các từ như Horn, Kogel, Kopf, Gipfel, Spitze, Stock và Berg được sử dụng trong các khu vực nói tiếng Đức; Mont, Pic, Tête, Pointe, Dent, Roche và Aiguille ở các vùng nói tiếng Pháp; và Monte, Picco, Corno, Punta, Pizzo hoặc Cima ở các vùng nói tiếng Ý.
Alps cũng được dùng như một tên núi xuất hiện trong tên của những ngọn núi khác: Alps Apuan, Alps Úc, Alps Nhật Bản, Alps New Zealand.
Alpin cũng thường có nghĩa là "miền núi", như là cấp độ núi cao, hoặc đồng nghĩa với "núi", như là Leo núi (Alpine climbing), trượt tuyết núi cao (Alpine skiing). 
Alpid đề cập đến một giai đoạn hình thành địa chất: Kiến tạo sơn Anpơ, Vành đai Anpơ trải dài từ Châu Âu đến Đông Á.

## Địa lý

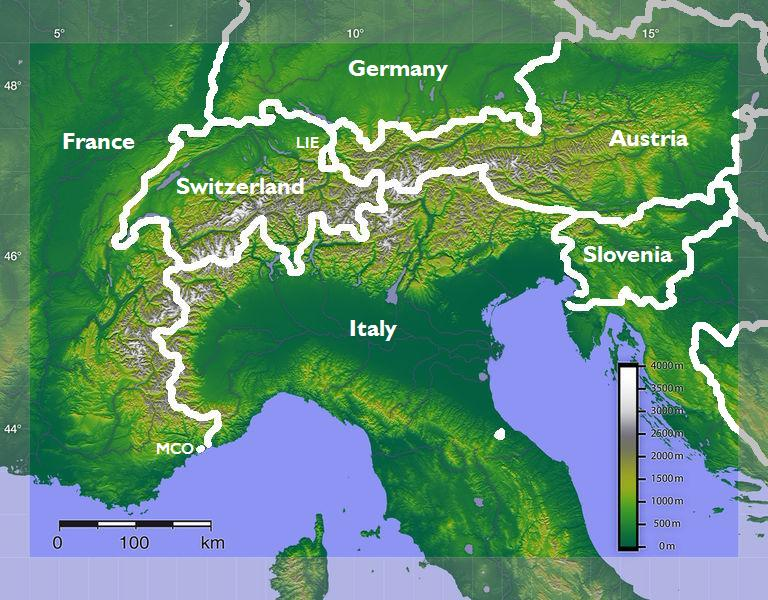
Alps kéo dài từ Pháp ở phía tây đến Slovenia ở phía đông, và từ Ý ở phía nam đến Đức ở phía bắc.

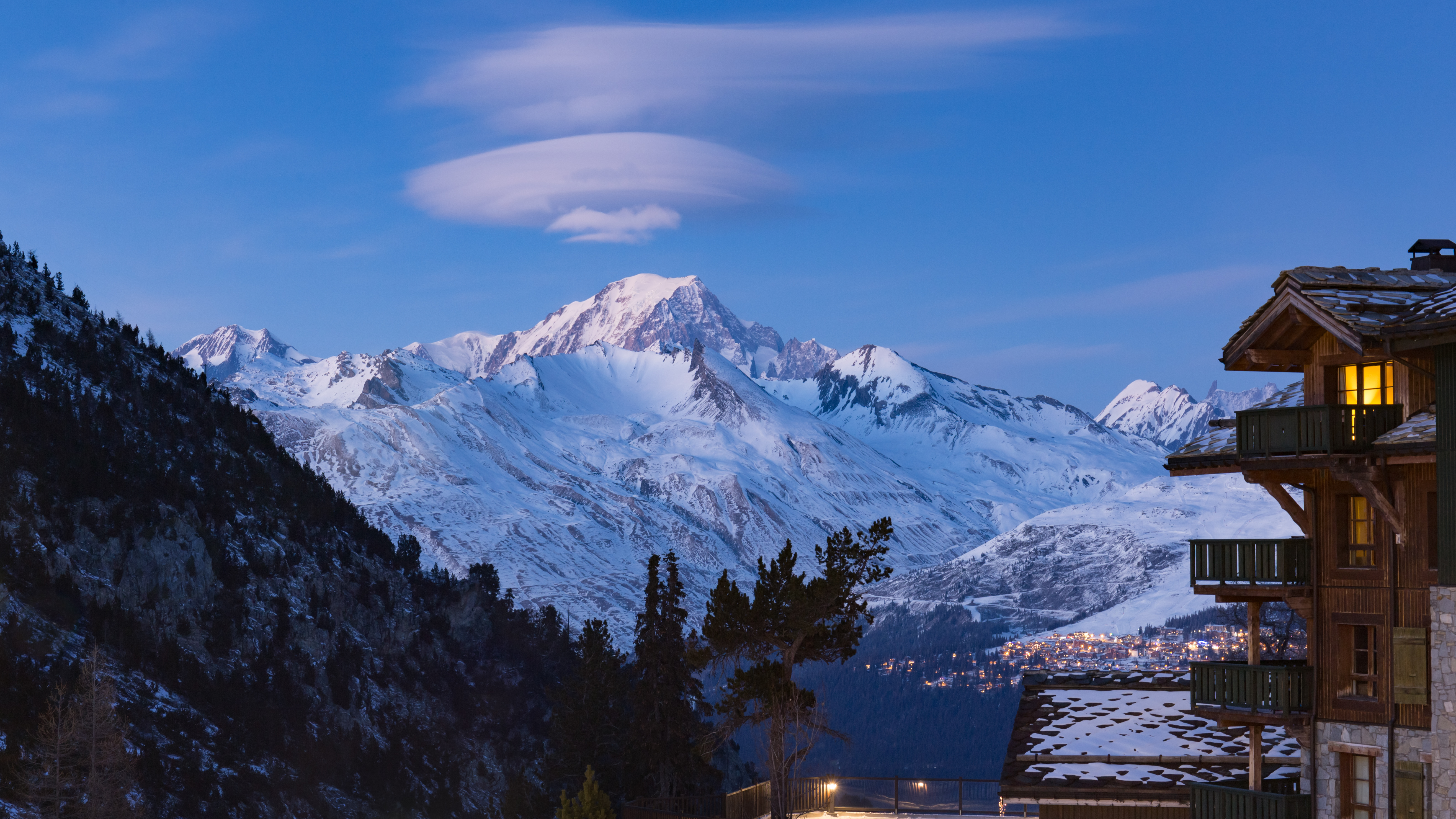
Đỉnh núi Mont Blanc, cao 4.810 m, đây là núi cao nhất ở Anpơ và Tây Âu.

An-pơ là một cấu trúc địa lý có hình lưỡi liềm nằm ở Trung Âu, với chiều dài 800 km (500 mi) từ đông sang tây và rộng 200 km (120 mi). Cao độ trung bình của các đỉnh núi là 2,5 km (1,6 mi). Dãy núi kéo dài từ phía bắc Địa Trung Hải trên bồn trũng Sông Po, mở rộng qua Pháp từ Grenoble, tiếp tục kéo dài về phía đông qua miền trung và nam Thụy Sĩ. Dãy núi tiếp tục qua Viên (Áo), về phía đông đến biển Adriatic, vào lãnh thổ Slovenia. Về phía nam, dãy núi chìm xuống miền bắc Ý và phát triển về phía bắc đến bang Bavaria (Đức). Ở các khu vực như Chiasso (Thụy Sĩ) hay Allgäu (Bavaria), ranh giới giữa dãy núi với các vùng đất bằng phẳng rất rõ ràng; trong khi ở những nơi khác như Genève, ranh giới này kém rõ ràng hơn. Các quốc gia có lãnh thổ bao phủ diện tích lớn nhất trên dãy An-Pơ là Thụy Sĩ, Pháp (cùng 21,4%), Áo (28,7%) và Ý (27,2%).
Phần cao nhất của dãy núi được phân chia bởi thung lung băng trên sông Rhône, trải dài từ đỉnh Mont Blanc với chiều cao 4810 m đến Matterhorn ở Thụy Sĩ, phần phía nam là núi Monte Rosa và Bernese Alps ở phía bắc. Các đỉnh núi phần phía đông của dãy núi tương đối nhỏ hơn phần trung, tây của An-pơ. Đỉnh cao nhất phần phía Đông An-pơ là đỉnh Piz Bernina, cao 4052 m.

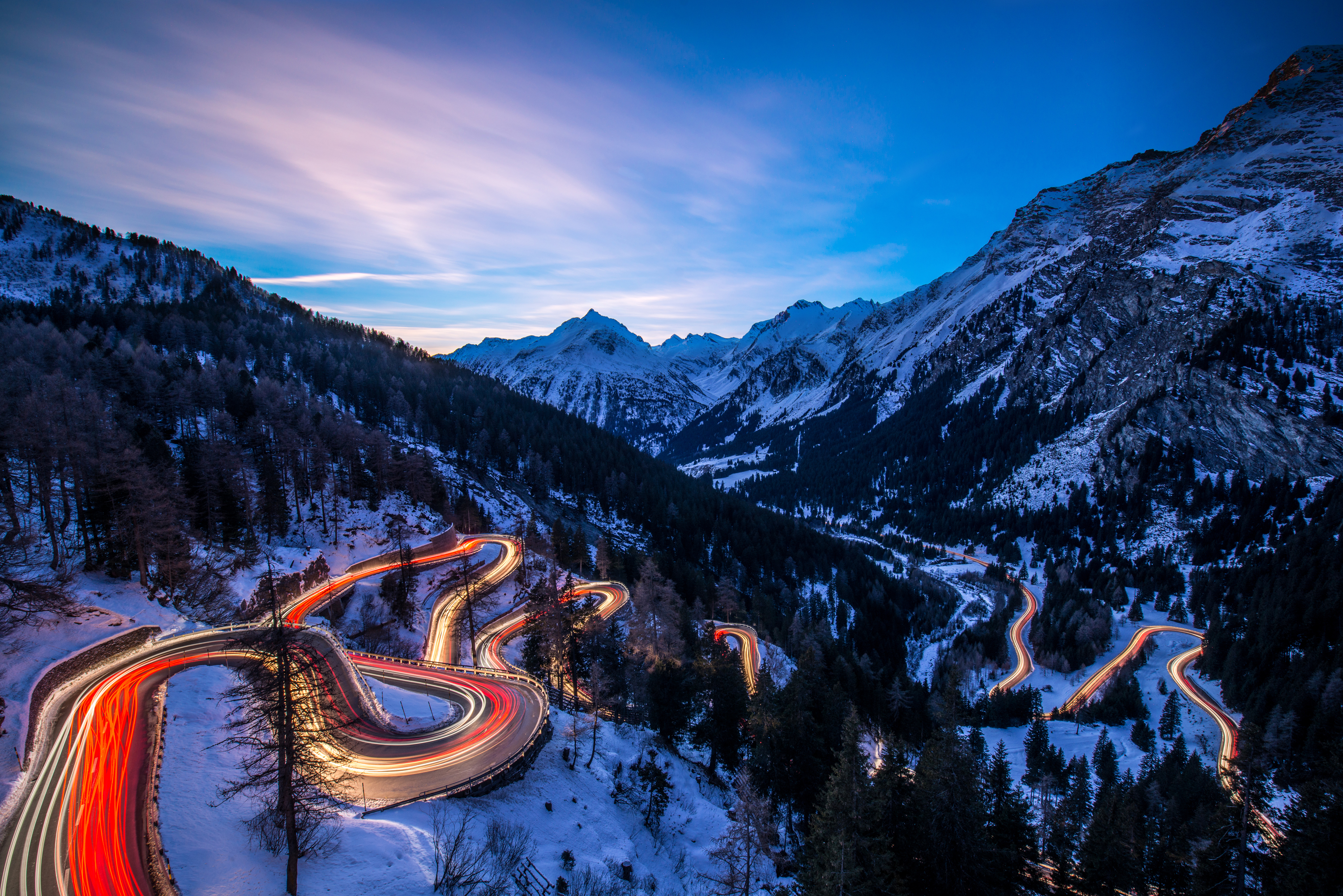
Ảnh phơi sáng vào giờ xanh của đèo Maloja trên dãy núi Alpes Thụy Sĩ ở bang Graubünden, nằm ở độ cao 1812 mét so với mặt nước biển.

Sự khác biệt về tên gọi trong vùng núi này gây nên những khó khăn trong việc phân loại các núi và các tiểu vùng, nhưng nhìn chung nó bao gồm Đông Alps và Tây Alps ranh giới giữa miền đông Thụy Sĩ theo nhà địa chất học Stefan Schmid. Năm 2006, SOIUSA (Suddivisione Orografica Internazionale Unificata del Sistema Alpino), một tổ chức của Ý, đề xuất một hệ thống phân loại mới theo yếu tố địa chất và bản đồ địa hình. Theo SOIUSA, Alps có thể được chia thành Ligurian Alps, Maritime Alps, Cottian Alps, Dauphiné Alps, Graian Alps, Pennine Alps, Bernese Alps, Lepontine Alps, Glarus Alps, và Appenzell Alps.
Một loạt các dãy núi thấp hơn chạy song song với dãy núi Alps chính, bao gồm French Prealps (Pháp) và dãy núi Jura ở Thụy Sĩ và Pháp. Dãy núi thứ hai của Alps chạy theo lưu vực từ Địa Trung Hải đến Wienerwald, băng qua những đỉnh cao nhất, nổi tiếng nhất của Alps. Dãy núi chính chạy theo hướng tây, từ Colle di Cadibona đến Col de Tende, trước khi bẻ ngoặc về tây nam và sau đó hướng về phía bắc, khi đến gần Colle della Maddalena. Đến khu vực biên giới Thụy Sĩ, sống núi chính có hướng đông-đông bắc, xuyên suốt cho đến khi kết thúc gần Viên.

## Địa chất và kiến tạo sơn

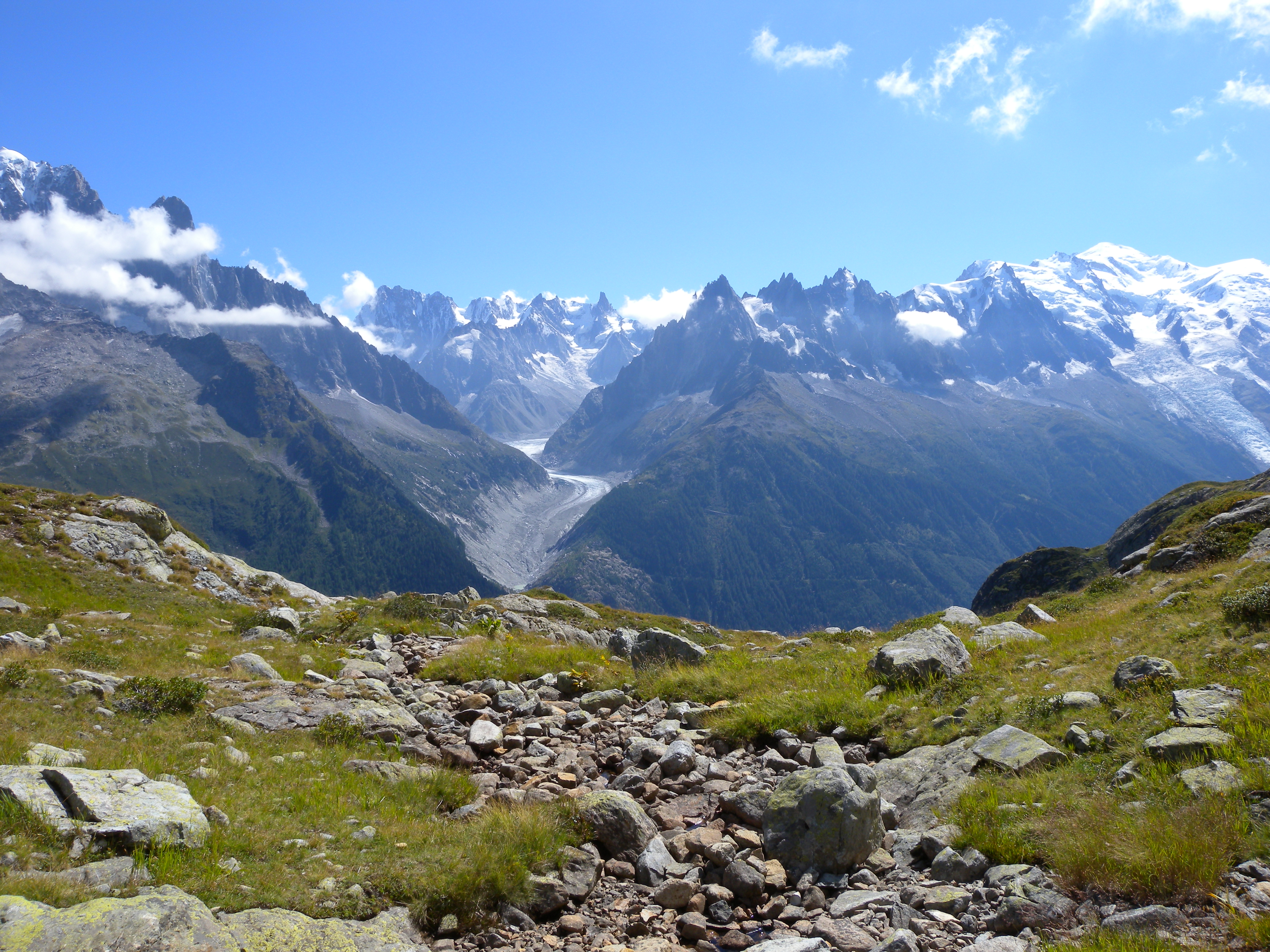
Đá móng kết tinh của khối núi Mont Blanc

Những khái niệm địa chất quan trọng được được các nhà tự nhiên học công bố khi nghiên cứu về kiến tạo sơn An-pơ vào thế kỷ XVIII.
Khoảng giữa thế kỷ XIX, học thuyết địa kỹ thuật được áp dụng để giải thích sự hiện diện của dãy núi gấp khúc. Đến thế kỷ XXI, các học thuyết kiến tạo địa tầng được sử dụng rộng rãi hơn, thay thế cho học thuyết địa kỹ thuật đã không còn tồn tại.

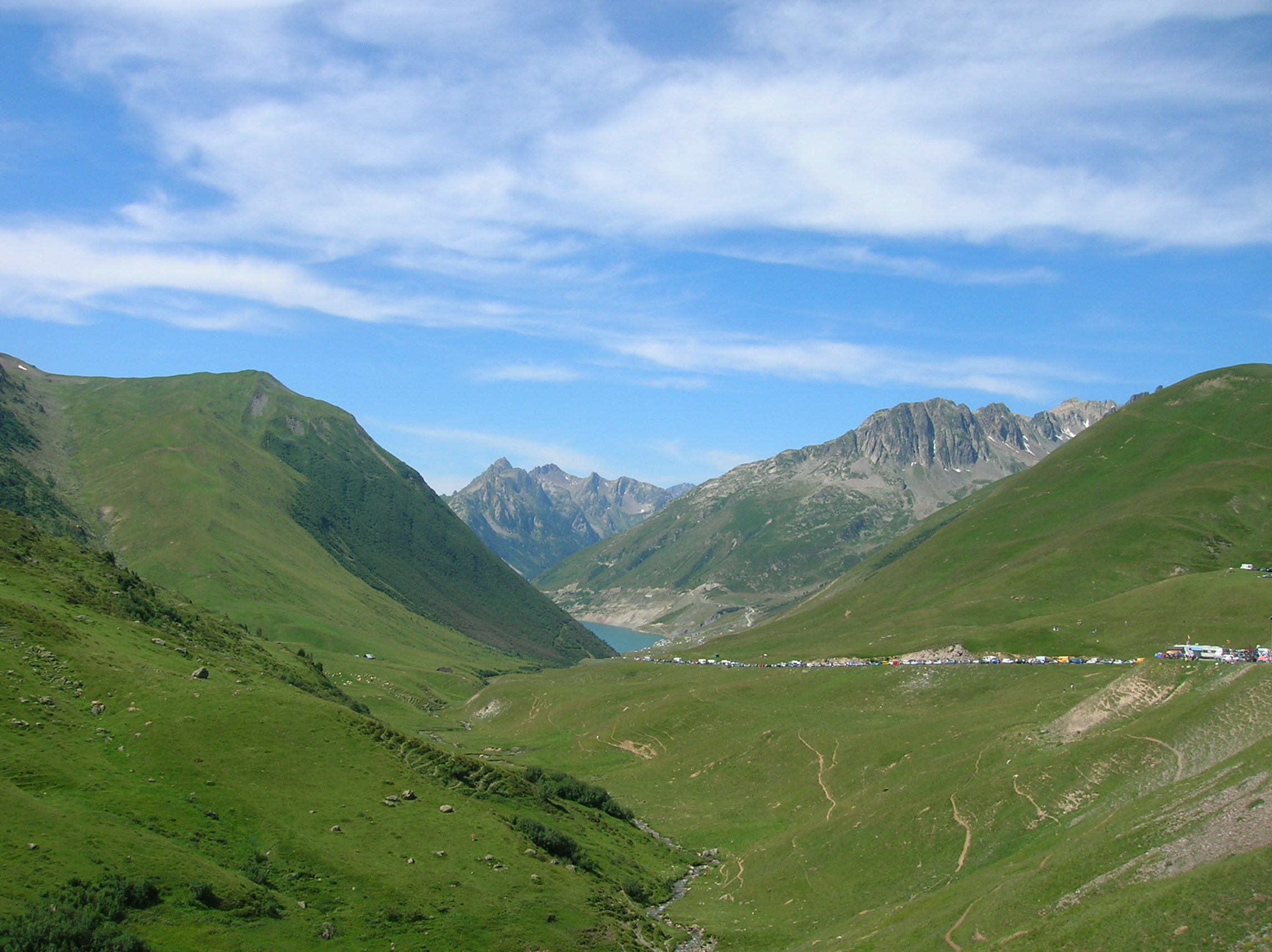
Lãnh nguyên gần Col de la Croix de Fer (Đèo thánh giá sắt) (en), 2067 m, là một con đèo cao trên dãy Alps của Pháp nối Le Bourg-d'Oisans và Saint-Jean-de-Maurienne.

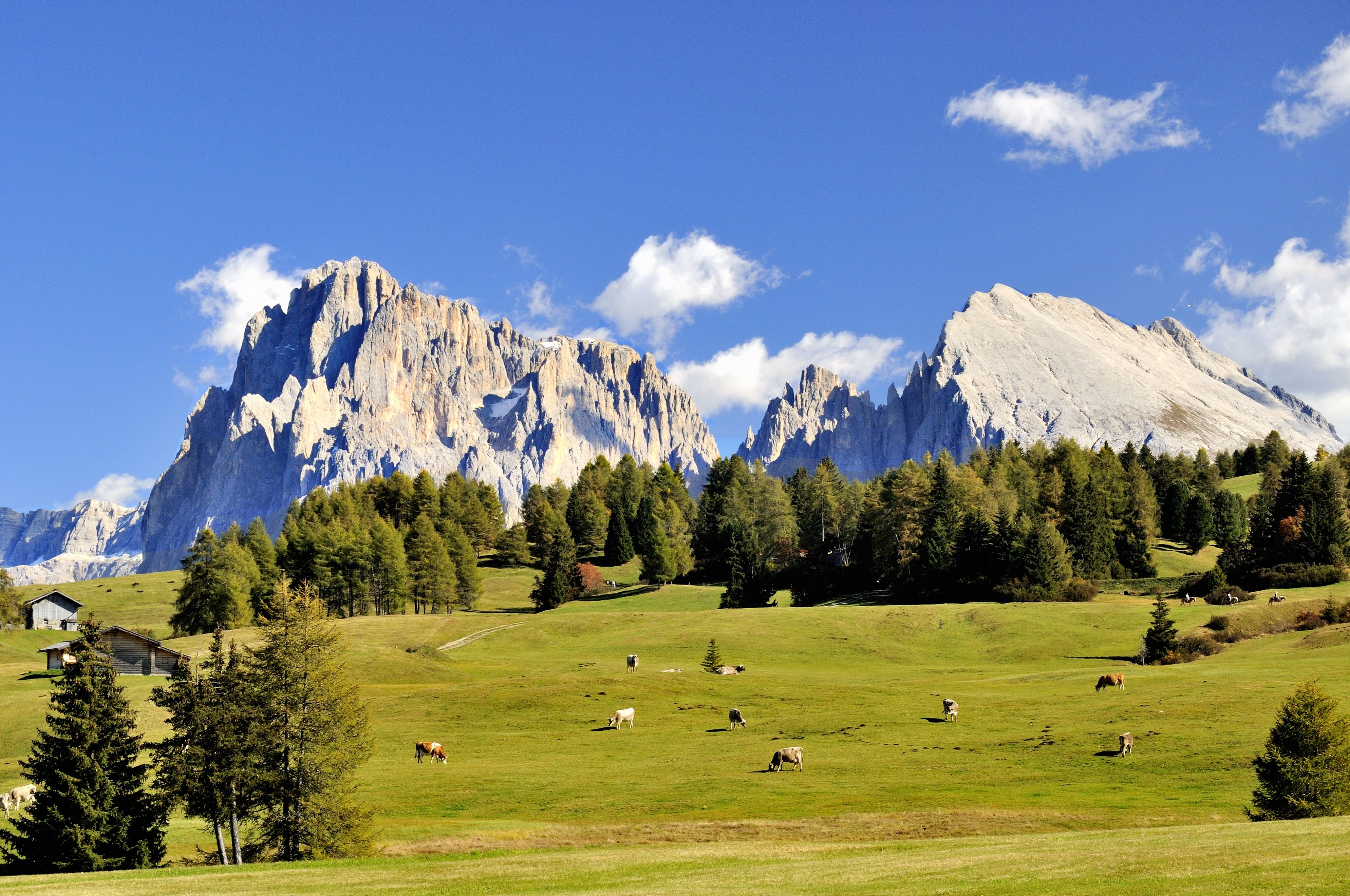
vùng Seiser Alm (tiếng Ý: Alpe di Siusi), vùng lãnh nguyên núi Anpơ ở Dolomites, Nam Tỉrol, Ý

Dãy Alps là một phần của đai kiến tạo sơn Đệ Tam gọi là đai Alpide bắt đầu cách nay 300 triệu năm. Trong Paleozoic, siêu lục địa Pangaea chỉ là một mảng kiến tạo lớn; nó vỡ ra thành nhiều mảnh trong suốt Đại Trung Sinh và đai dương Tethys phát triển giữa các lục địa Laurasia và Gondwana trong kỷ Jura. Đại dương Tethys sau đó bị ép giữa các mảng va chạm tạo nên các dãy núi được gọi là vành đai Alpide, từ Gibraltar qua Himalaya đến Indonesia— quá trình này bắt đầu vào cuối Đại Trung Sinh và tiếp tục diễn ra cho đến hiện nay. Sự hình thành Alps là một đoạn trong quá trình tạo núi này, do sự va chạm giữa mảng châu Phi và mảng Á-Âu diễn ra vào Kreta muộn. nó kéo dài từ miền nam châu Âu và châu Á từ Đại Tây Dương đến Himalaya. Theo đó phần phía tây của đại dương Tethys bị biến mất. Các đá móng bị lộ ra ở những vùng trung tâm nằm ở cao hơn, hình thành Mont Blanc, Matterhorn, và các đỉnh cao của Pennine Alps và Hohe Tauern. Sự hình thành Địa Trung Hải liên quan đến các hoạt động gần đây hơn, và không để lại dấu vết ở bờ biển bắc của lục địa châu Phi. Dưới lực nén cực kỳ lớn, các đá trầm tích có nguồn gốc biển bị nâng lên, tạo nên các nếp uốn và các đứt gãy nghịch.

## Lịch sử văn hóa và chính trị

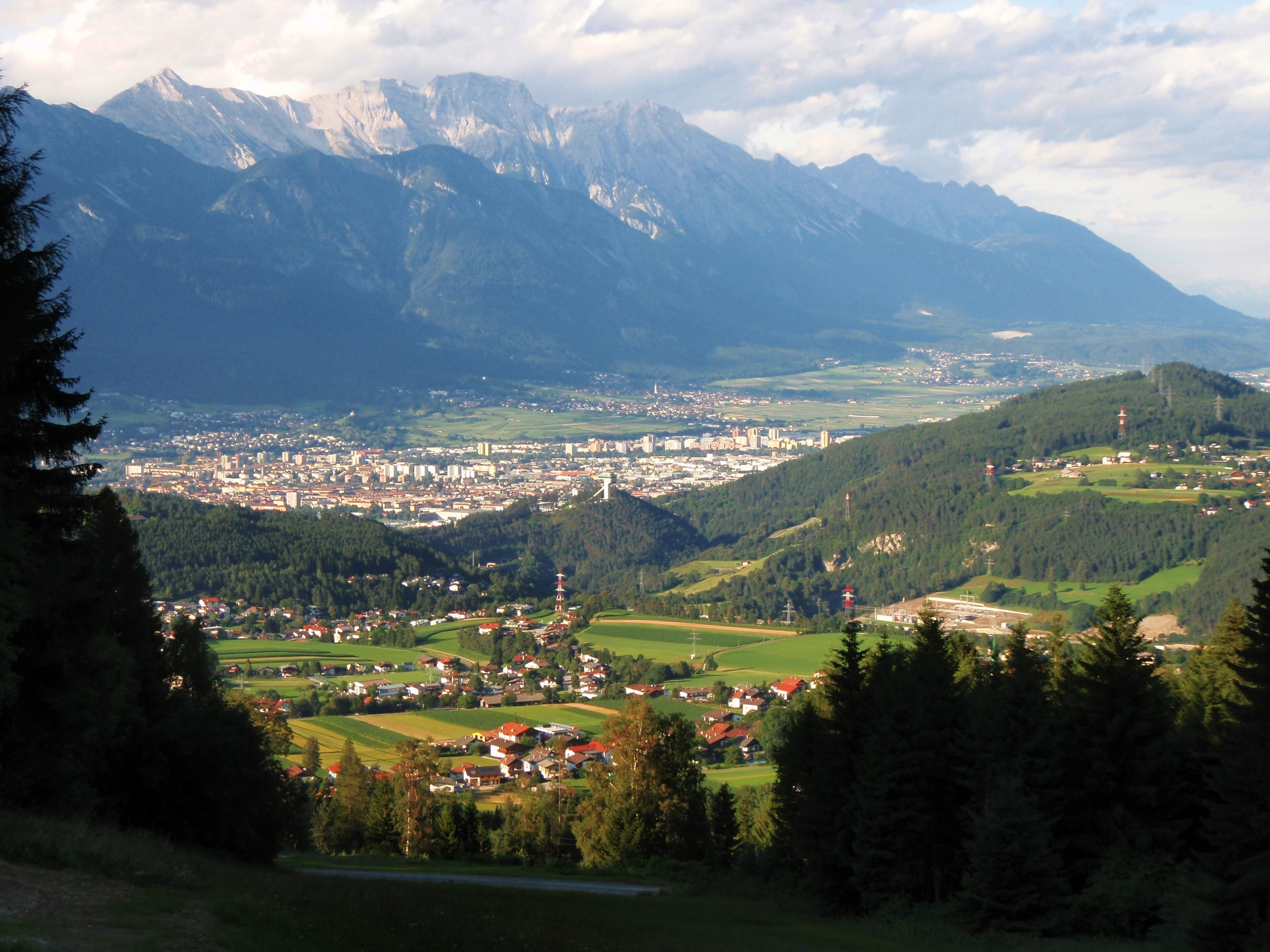
Thung lũng Inn tại Innsbruck, Tyrol

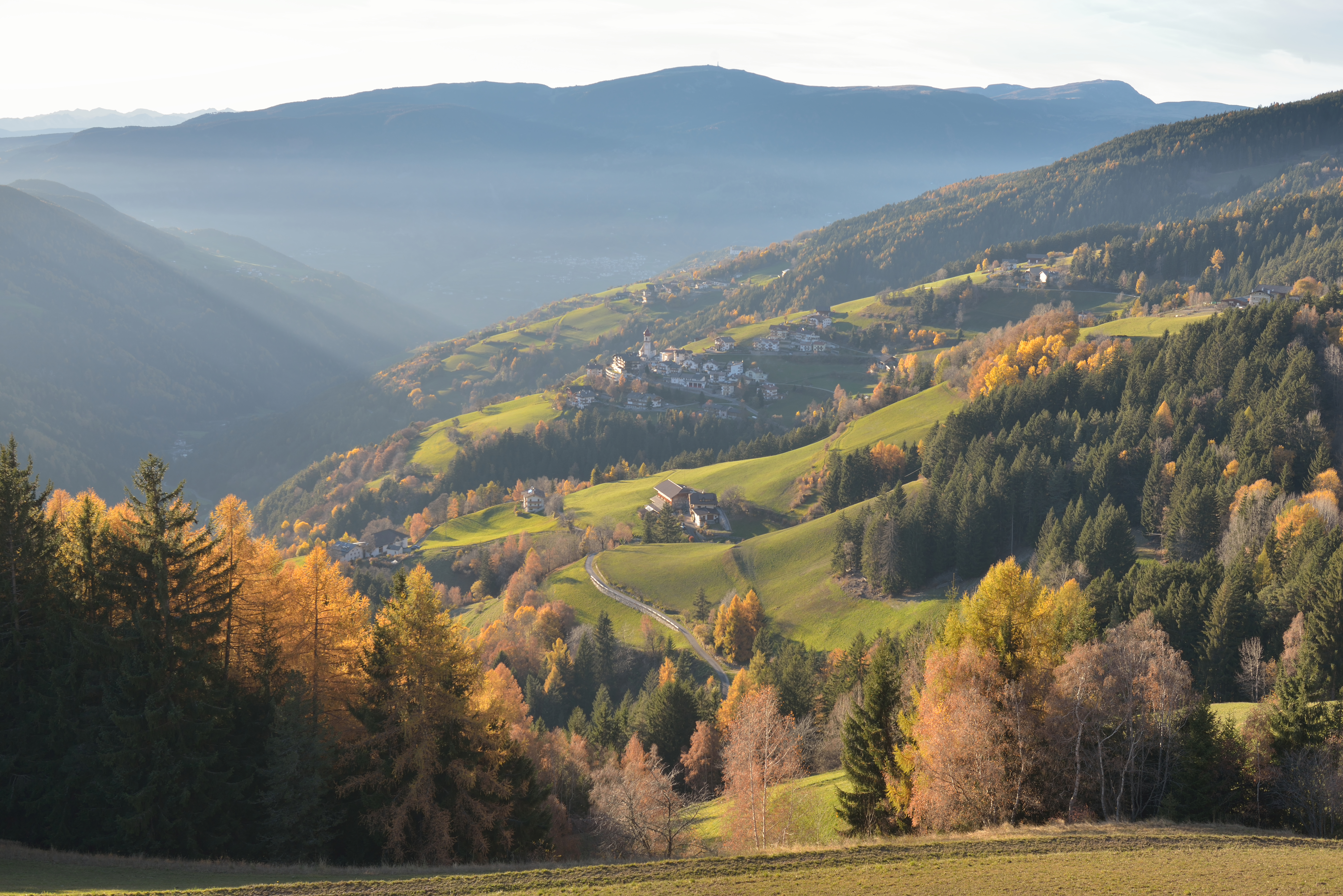
Thung lũng Val Gardena ở Laion, Nam Tirol, Ý, với dãy núi Dolomites, là một phần đáng kể của vùng núi Alps

Có ít thông tin về những người sống ở Alps trứoc đây, theo các dấu hiệu được bảo tồn kém theo các nhà lịch sử và địa lý La Mã và Ai Cập. Một ít thông tin chi tiết đã bị mờ nhạt do các cuộc chinh phục Alpine của Augustus. Các nghiên cứu gần đây về Mitochondrial DNA cho thấy rằng MtDNA Haplogroup K rất có thể có nguồn gốc trong hoặc gần phía đông nam Alps có tuổi cách đây 12.000–15.000 năm.
Trong suốt cuộc chiến tranh Punic lần 2 năm 218 TCN, kiệt tướng thành Carthage là Hannibal đã vượt qua Alps cùng với 38.000 bộ binh, 8.000 kị binh, và 37 voi chiến. Đây là một trong những thành tựu nổi bật nhất của quân đội trong chiến tranh thời cổ đại.
Hầu hết các cùng của Alpine dần dần được các dân tộc German (Langobards, Alemanni, Bavarii) định cư từ thế kỷ VI đến thế kỷ XIII, đợt mở rộng gần đây nhất là đến Walser.

## Khí hậu
Alps được chia thành 5 đới khí hậu, với các môi trường khác nhau. Khí hậu, đời sống thực vật và động vật cũng thay đổi theo các đới hoặc vùng khác nhau của dãy núi.

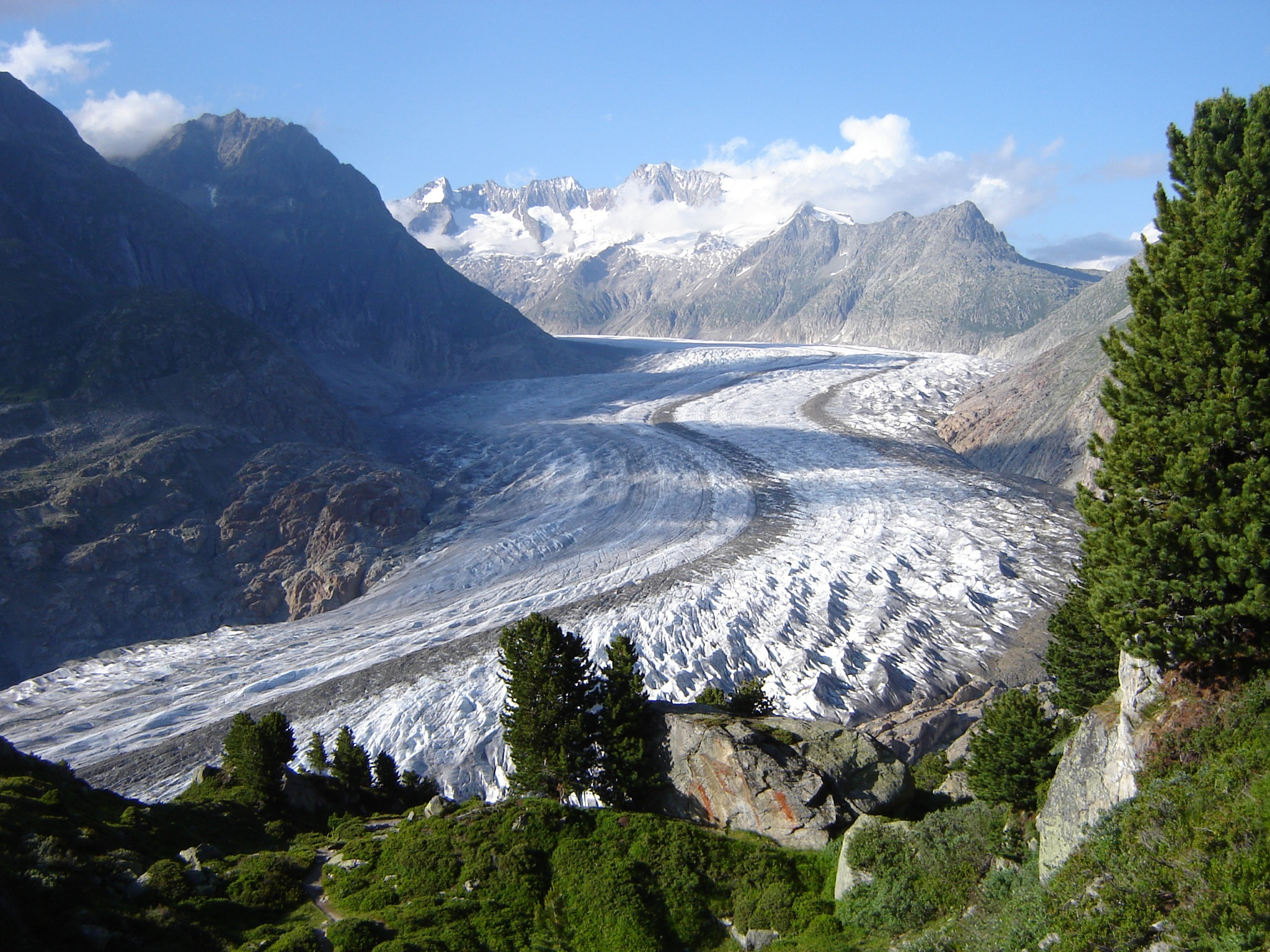
Rừng thông bên sông băng Aletsch, Valais

1. Đới trên 3.000 m được gọi là đới névé. Khu vực này có khí hậu lạnh nhất, luôn bị tuyết phủ. Đó là lý do tại sao có ít thực vật sinh sống.
2. Đới alpine từ độ cao 2.000 m đến 3.000 m. Đới này ít lạnh hơn đới névé. Các hoa dại và cỏ mọc ở đây.
3. Đới cận alpine ở độ cao từ 1.500 đến 2.000 m, gồm các rừng cây linh sam và cây vân sam vì chúng có khí hậu ôn hòa hơn.
4. Đới trồng trọt được phân bố ở độ cao khoảng 1.000 đến 1.500 m. Hàng triệu cây sồi mọc ở đây. Ở đới này có hoạt độ nông nghiệp phát triển.
5. Đới thấp nằm dưới 1.000 m. Ở đây có sự đa dạng về thực vật. Bên cạnh đó là các làng mạc.

## Thực vật
Hạn chế về độ cao đối với thực vật tự nhiên làm xuất hiện một số loài cây rụng lá chủ yếu như sồi, fagus, tần bì và đoạn. Chúng không phân bố ở cùng một độ cao nhất định, cũng không phải lúc nào cùng tìm thấy chúng cùng nhau; nhưng giới hạn trên tương ứng chính xác đủ để chúng thay đổi từ khí hậu ôn hoàn sang lạnh làm thay đổi sự có mặt của các loài thực vật thân thảo hoang. Giới hạn này nằm ở độ cao khoảng 1.200 mét (3.940 ft) so với mực nước biển ở rìa phía bắc của Alps, nhưng sườn phía nam thì tương ứng với 1.500 mét (4.920 ft), thậm chí đôi khi đến 1.700 mét (5.580 ft).
Khu vực này không phải lúc nào cũng được đánh dấu bởi sự có mặt của một số loài đặc trưng. Con người đã tác động vào chúng ở một số khu vực, ngoại trừ các khu rừng fagus của vùng Alpes Áo, các rừng cây rụng lá hiếm gặp ở đây. Ở một vài khu vực nhỏ có các loài cây gỗ, chúng bị thay thế bởi thông scots và vân sam Na Uy, là các loài ít nhạy cảm đối với sự khai thác của con người.
Bên trên, thường có một dãy các cây thông thấp (Pinus mugo), chúng lần lượt được thay thế bằng các cây bụi, đặc trưng như Rhododendron ferrugineum (trên đất axit) hay Rhododendron hirsutum (trên đất kiềm). Trên nữa là alpine meadow, và thậm chí ở cao hơn, thảm thực vật càng trở nên thưa thớt. Ở những độ cao cao hơn, thực vật có khuynh hướng hình thành những vùng cô lập. Ở Alps, một số loài thực vật có hoa đã được ghi nhận ở độ cao trên 4.000 mét (13.120 ft), như Ranunculus glacialis, Androsace alpina và Saxifraga biflora.

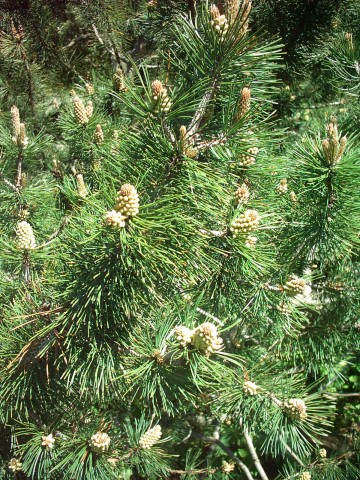
mountain pine (Pinus mugo)
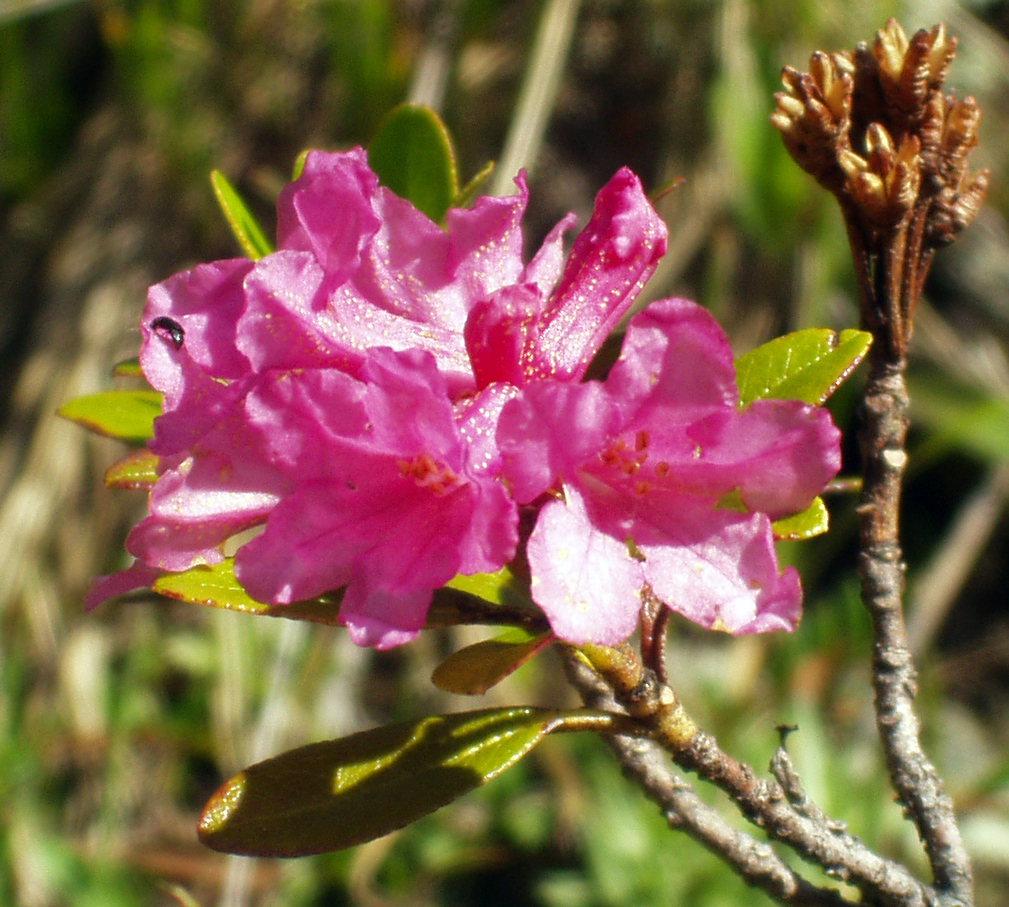
rusty-leaved Alpenrose (Rhododendron ferrugineum)
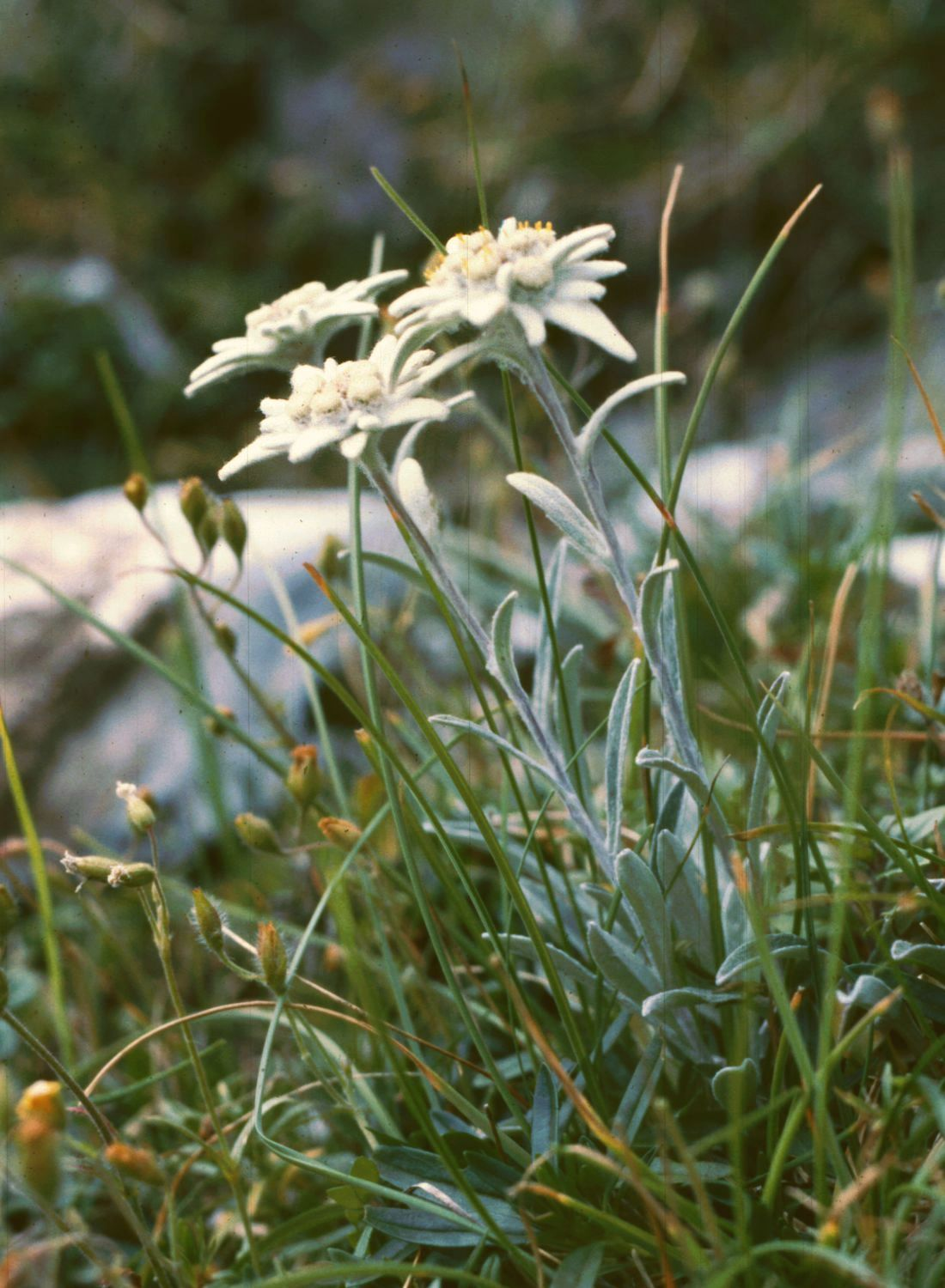
Edelweiss (Leontopodium alpinum)
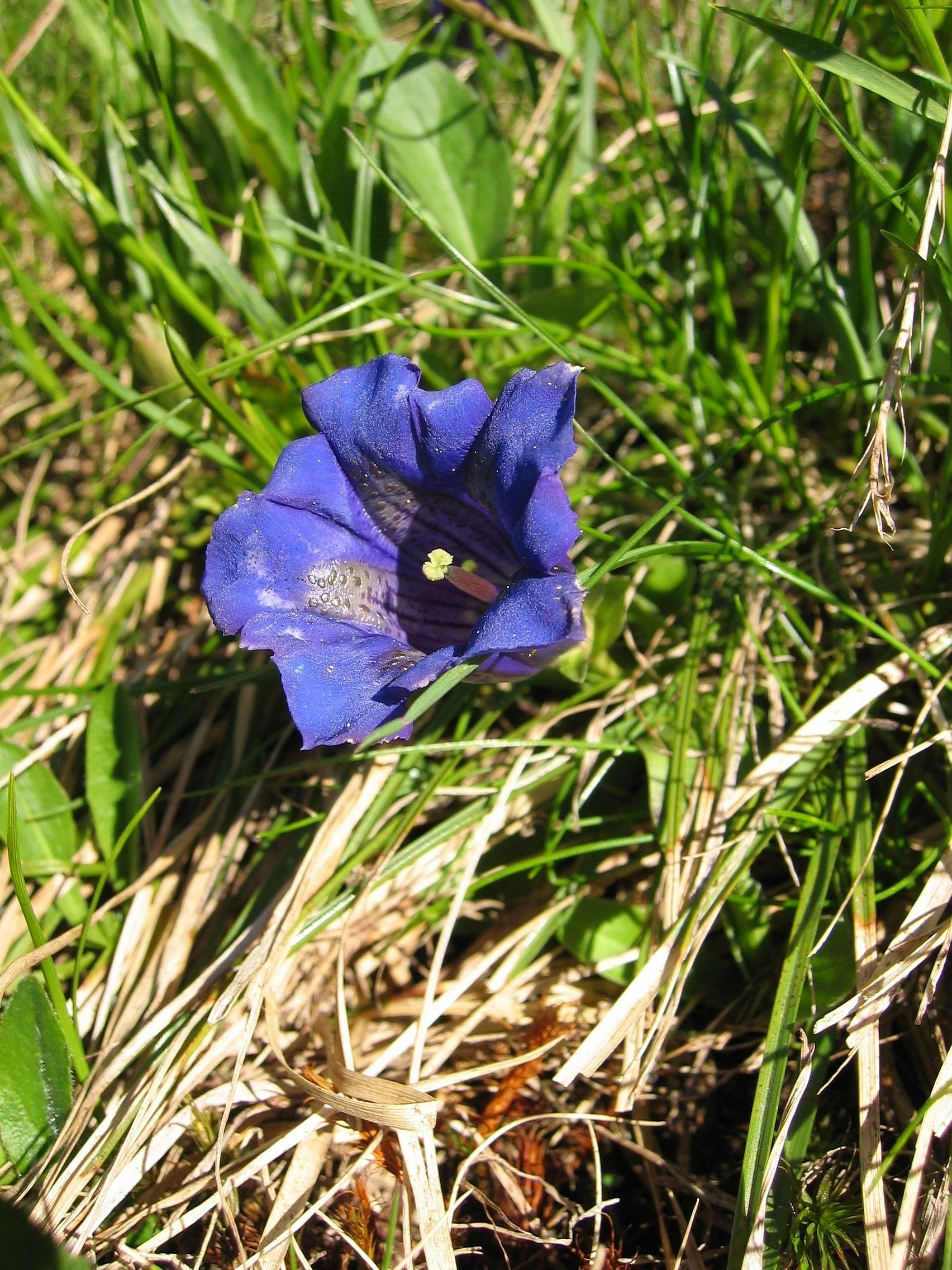
stemless gentian (Gentiana acaulis)
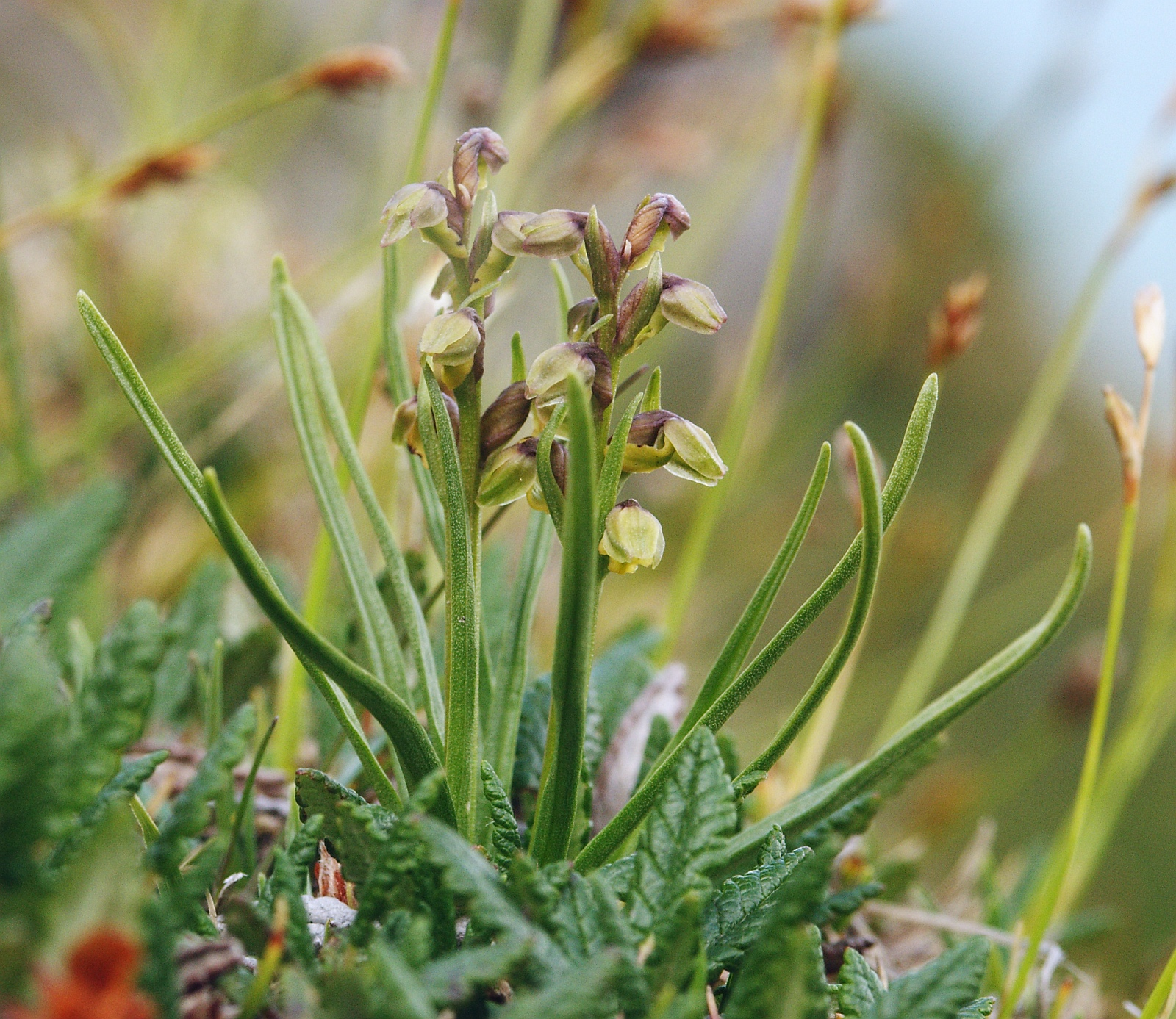
Alpine dwarf orchid (Chamorchis alpina)
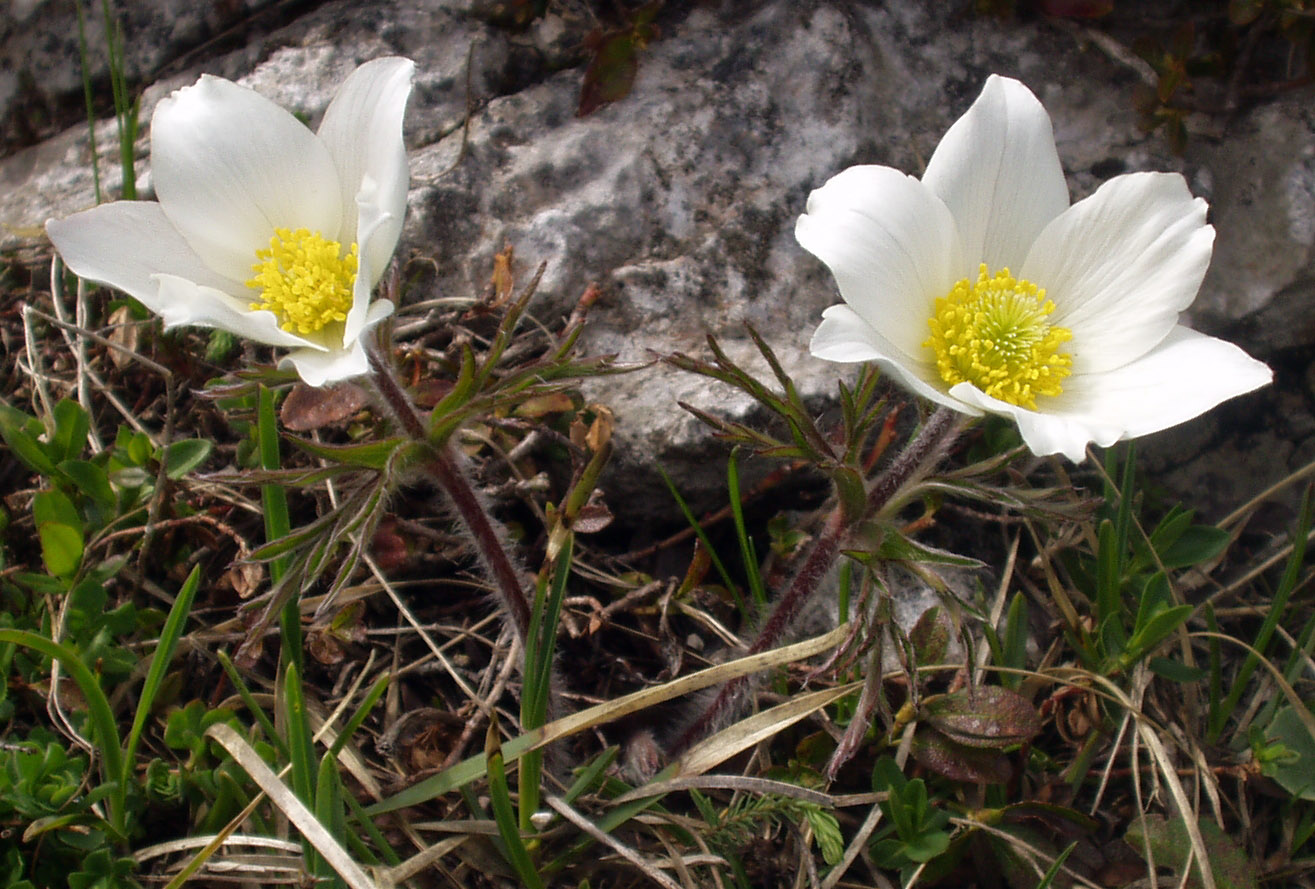
Alpine pasque-flower (Pulsatilla alpina)
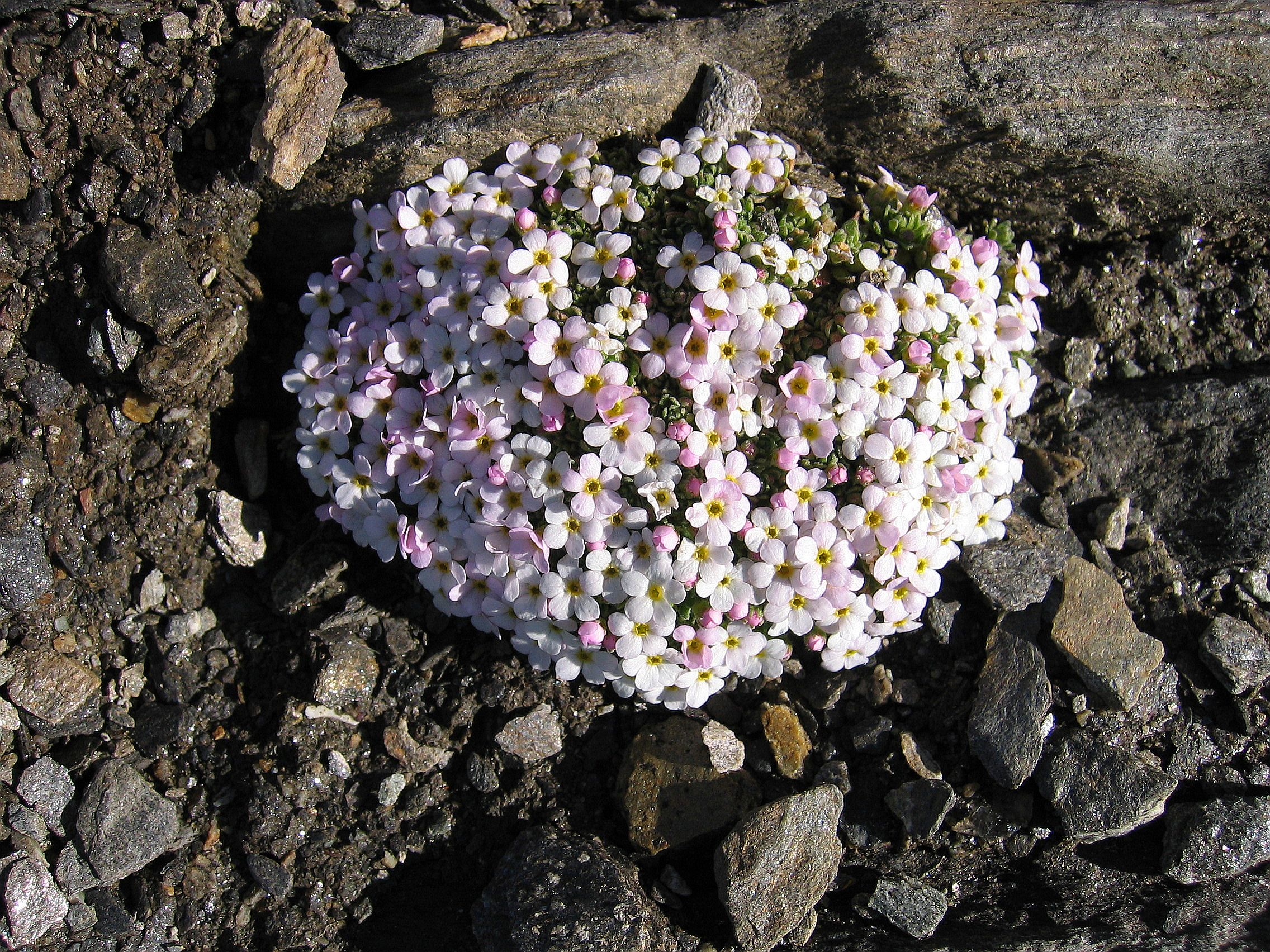
Alpine rock-jasmine (Androsace alpina)
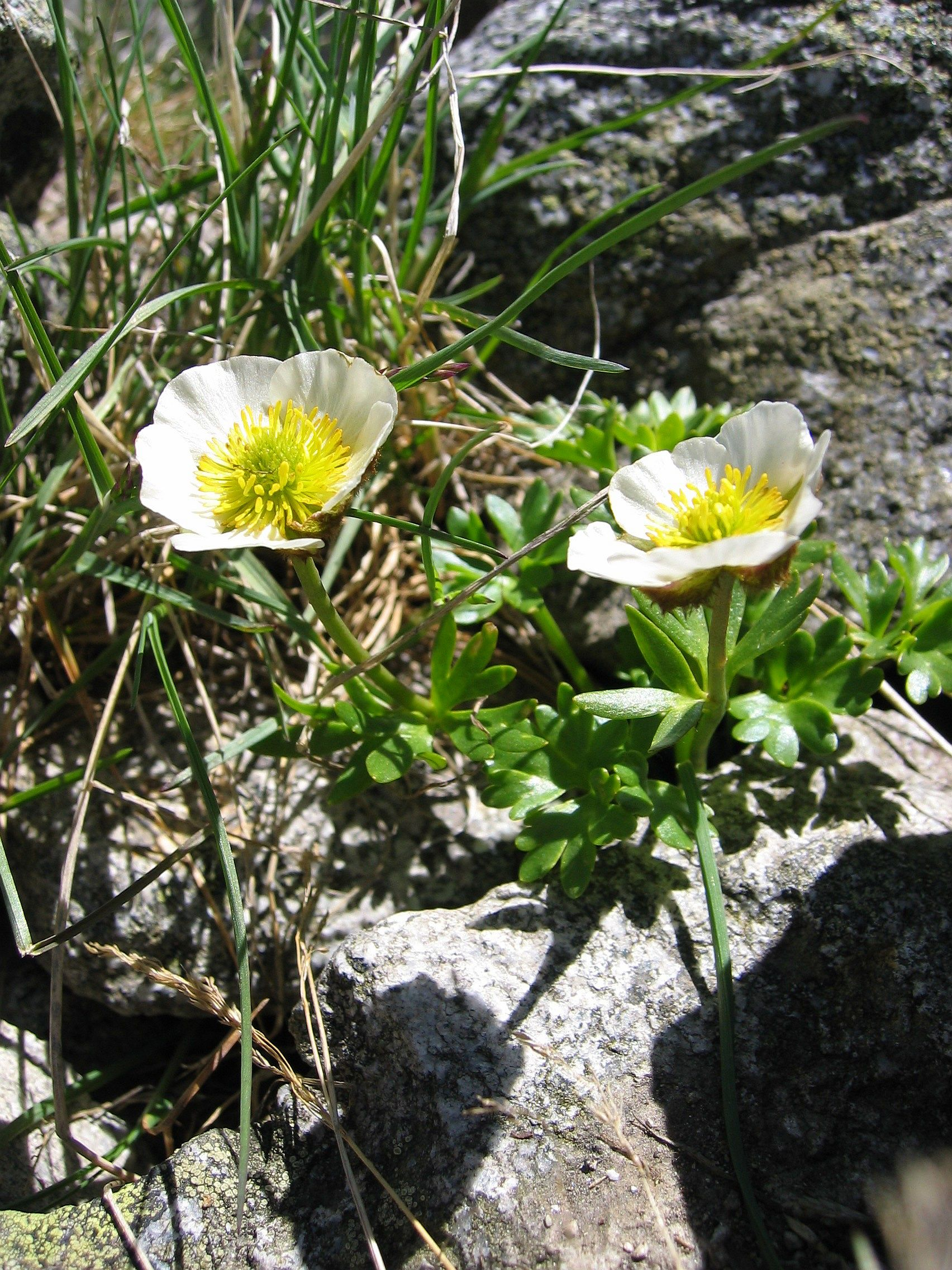
glacier buttercup (Ranunculus glacialis)